# United States Agency for Global Media
Die United States Agency for Global Media (USAGM), bis August 2018 Broadcasting Board of Governors (BBG; deutsch Rundfunkdirektorium), war eine eigenständige Behörde der US-Regierung mit Sitz in Washington, D.C. Sie ist für alle internationalen nicht-militärischen Hörfunk- und Fernsehprogramme der Regierung verantwortlich.

## Aufgabe
Laut USAGM sei die offizielle Aufgabe der Behörde, "Freiheit und Demokratie auf der Welt zu fördern und zu erhalten." Dies solle durch die Verbreitung von "korrekten und sachlichen Nachrichten und Informationen" über die USA und die Welt an ein internationales Publikum umgesetzt werden. Die Sender sind nur im Ausland zu empfangen, da in den USA staatsfinanzierte Inlandspropaganda laut einem Gesetz aus dem Jahr 1948 verboten ist.

## Geschichte
Im Jahr 1990 wurde damit begonnen, die staatlichen Rundfunkdienste der USA zusammenzuführen, um eine engere Zusammenarbeit zu ermöglichen. Das United States Information Agency (USIA), das bis dahin die Voice of America, Worldnet Television and Film Service, sowie Radio and TV Martí betrieb, fusionierte diese Dienste im Bureau of Broadcasting. Die Sender wurden vom Office of Engineering and Technical Operations technisch unterstützt.
1991 gründete das Bureau of Broadcasting das Office of Affiliate Relations and Audience Analysis (ab 1996 Office of Affiliate Relations and Media Training). Es war darauf ausgerichtet, ein Netzwerk an Hörfunk- und Fernsehsender auf der Welt zu etablieren, die als Partner die Sendungen von VoA und Worldnet ausstrahlen. Bis zu 1.200 Radio- und Fernsehsender übernahmen Programme.
Die strukturellen Veränderungen des internationalen Rundfunks der US-Regierung wurde unter Präsident Bill Clinton (Januar 1993 bis Januar 2001) weitergeführt.
Am 30. April 1994 wurde das Gesetz International Broadcasting Act (Public Law 103-236) verabschiedet. Dadurch wurde innerhalb des United States Information Agency das International Broadcasting Bureau (IBB) eingerichtet. Ferner wurde der Broadcasting Board of Governors gegründet.
Das International Broadcasting Bureau umfasste die zuvor durch die Bundesregierung finanzierten Dienste des früheren Bureau of Broadcasting. Das sind die drei Einrichtungen Voice of America, Worldnet Television and Film Service sowie Radio and TV Martí. Ferner gehörte auch das Office of Engineering and Technical Services zum IBB. Das erste Broadcasting Board of Governors wurde am 11. August 1995 vereidigt.
Als Resultat des im Jahr 1998 verabschiedeten Gesetzes Foreign Affairs Reform and Restructuring Act (FAIR Act, Public Law 105-277) wurde das Broadcasting Board of Governors am 1. Oktober 1999 eine eigenständige Einrichtung.
Für das Steuerjahr 2015 beantragte US-Präsident Barack Obama beim US-Kongress für das BBG ein Budget von 721 Millionen US-Dollar. Der Antrag enthielt den Plan, den linearen Hörfunk künftig einzuschränken und Online- und Fernsehangebote auszubauen.
Am 22. August 2018 wurde der Name der Behörde in „United States Agency for Global Media“ (US-Behörde für weltweite Medien) geändert. 
Der Namenswechsel erfolgte im Zusammenhang mit einer Modernisierung. Er sollte den Wandel von einer Rundfunk-basierten zu einer digitale-Multiplattform-Strategie reflektieren.
Im Januar 2025, kurz nach dem Beginn seiner zweiten Amtszeit, nominierte US-Präsident Donald Trump einen konservativen Kritiker der Medien, L. Brent Bozell III für die Leitung der USAGM. 
Im März 2025 blockierte Elon Musks Department of Government Efficiency (DOGE) für 30 Tage vollständig die Gelder für Radio Free Europe / Radio Liberty, Radio Free Asia und Middle East Broadcasting Networks mit der Absicht, dies dauerhaft zu machen. Trump ordnete im selben Monat an, die Finanzierung der Sendeanstalt USAGM so stark wie rechtlich möglich einzuschränken. Bis Juni 2025 wurde mindestens 639 Beschäftigten der USAGM gekündigt. Nach Angaben von Kari Lake, der von Trump eingesetzten Sonderbeauftragten für die USAGM, reduzierte sich die Belegschaft von März bis Juni 2025 um 85 Prozent.

## Führungsstruktur und Aufsichtsgremien
Die USAGM wurde seit 2015 von einem Geschäftsführer (CEO) geleitet. Dieser wurde vom US-Präsidenten mit Zustimmung des US-Senats ernannt. Seit Juni 2020 amtierte der konservative Filmemacher Michael Pack. 
Frühere Geschäftsführer waren Andrew Lack (Januar–März 2015), André Mendes (März–September 2015), John F. Lansing (September 2015–September 2019) und Grant Turner (Oktober 2019–Juni 2020, übergangsweise ohne Zustimmung des Senats).
Beigegeben wurde dem Geschäftsführer ein fünfköpfiges Beratungsgremium (International Broadcasting Advisory Board), dem von Amts wegen der Außenminister angehörte und dessen übrige Mitglieder für drei Jahre vom US-Präsidenten ernannt wurden. Bis zum Ende ihrer Amtszeit gehörten dem Gremium weitere Mitglieder des ehemaligen Broadcasting Board of Governors (BBG) an. Vorsitzender war von Januar 2017 bis Juni 2020 Kenneth Weinstein.
Die Rechtsaufsicht über die USAGM lag beim Ausschuss für Auswärtige Angelegenheiten des Repräsentantenhauses und beim Ausschuss für Auswärtige Beziehungen des Senats. Die Haushaltsausschüsse beider Häuser des Parlaments waren für die Mittelbewilligung und für die Programmaufsicht zuständig.

## Sender
Die USAGM betreibt selbst die Sendeeinheiten
- Voice of America (VOA) und
- Office of Cuba Broadcasting (OCB, mit Radio and TV Martí)

und finanziert darüber hinaus die Aktivitäten von
- Radio Free Europe/Radio Liberty (RFE/RL)
- Radio Free Asia (RFA)
- Middle East Broadcasting Networks (MBN, mit al-Hurra und Radio Sawa)
- Open Technology Fund (OTF, seit 2019).

Die Programme werden in 58 Sprachen gesendet.

## Konkurrenten
Der ehemalige BBG-Vorsitzende Walter Isaacson (Mitglied 2010–2012) betrachtete die Sender Russia Today, Press TV, teleSUR und CCTV als wichtigste Konkurrenten des BBG und nannte sie 2010 bei seiner Forderung nach Aufstockung des BBG-Budgets "Feinde".